# جان اندرو بویل
جان اندرو بویل (به انگلیسی: John Andrew Boyle) (متولد 1916- درگذشت 1978) شرق‌شناس بریتانیایی و استاد ایرانشناسی در دانشگاه منچستر بود.
او در ۱۰ مارس ۱۹۱۶ در ووستر پارک، ساری، انگلستان متولد شد. پدرش کتاب‌دوست و مترجمی چندوجهی بود که کنسول بولیوی در بیرمنگام شد. خود بویل با رتبهٔ ممتاز در رشتهٔ زبان آلمانی از دانشگاه بیرمنگام فارغ‌التحصیل شد و متعاقباً زبان‌های شرقی را در گوتینگن و برلین مطالعه کرد. در طول جنگ جهانی دوم، پس از مدت کوتاهی در مهندسی سلطنتی، به وزارت امور خارجه منصوب شد و تا سال ۱۹۵۰ در آنجا ماند. در آن سال، او به عنوان مدرس ارشد زبان فارسی در دانشگاه منچستر منصوب شد و به ترتیب به مقام‌های دانشیار (۱۹۵۹) و استاد ایرانشناسی (۱۹۶۶) رسید. او در ۱۹ نوامبر ۱۹۷۸ در منچستر درگذشت.
بویل، که یک فرهنگ لغت کوتاه فارسی و یک دستور زبان فارسی مدرن (ویسبادن، ۱۹۶۶) تهیه کرد، احتمالاً بیشتر به خاطر کارش در دورهٔ مغول در تاریخ ایران و به ویژه به خاطر ترجمهٔ همراه با توضیحات کتاب پرطمطراق تاریخ جهانگشای جوینی (تاریخ جهانگشا، ۲ جلد، منچستر، ۱۹۵۸) به یاد آورده خواهد شد، که توسعهٔ پایان‌نامهٔ دکتری او بود که در سال ۱۹۴۷ زیر نظر ولادیمیر مینورسکی به پایان رسانده بود. مشارکت‌های بیشتر او در این زمینه شامل ترجمه‌ای از بخشی از جامع‌التواریخ رشیدالدین (جانشینان چنگیز خان، ۱۹۷۱) و مقالات متعدد بود که بعدها در یک جلد در مجموعهٔ چاپ‌های واریوروم (امپراتوری جهانی مغول، ۱۲۷۰-۱۳۰۶، لندن، ۱۹۷۷) گردآوری شدند. او عضو هیئت تحریریهٔ تاریخ کمبریج ایران بود و جلد پنجم، دوره‌های سلجوقی و مغول (۱۹۶۸) را ویراستاری کرد، که خود فصلی در مورد ایلخانان به آن کمک کرد که نمونه‌ای از وضوح است. آخرین کتاب منتشر شدهٔ او ترجمه‌ای از الهی‌نامه عطار (منچستر، ۱۹۷۷) بود.
خدمات او به ایرانشناسی در اوایل سال ۱۹۵۸، زمانی که او تنها اروپایی‌ای شد که تاکنون نشان ایرانی سپاس (درجهٔ ۱) را دریافت کرده بود، مورد تقدیر قرار گرفت. اما تحقیقات او به هیچ وجه محدود به ایران نبود، و در سال‌های بعد، دستاوردهای زبانی گستردهٔ او، که شامل زبان‌های ارمنی و حتی سلتی می‌شد، او را قادر ساخت تا به علاقهٔ فزاینده‌ای به فولکلور بپردازد، حوزه‌ای که در آن تعدادی مقالهٔ ارزشمند منتشر کرد.